# Джефферсон (Огайо)
Джефферсон (англ. Jefferson) — селище (англ. village) в США, в окрузі Ештабула штату Огайо. Населення — 3226 осіб (2020).

## Географія
Джефферсон розташований за координатами 41°44′18″ пн. ш. 80°46′8″ зх. д. / 41.73833° пн. ш. 80.76889° зх. д. (41.738426, -80.768993).  За даними Бюро перепису населення США в 2010 році селище мало площу 6,52 км², уся площа — суходіл.

## Демографія
Згідно з переписом 2010 року, у селищі мешкало 3120 осіб у 1290 домогосподарствах у складі 809 родин. Густота населення становила 478 осіб/км².  Було 1400 помешкань (215/км²).
Расовий склад населення:
| - 97,1 % — білих - 1,1 % — чорних або афроамериканців - 0,4 % — азіатів - 0,1 % — корінних американців |

До двох чи більше рас належало 1,3 %. Частка іспаномовних становила 1,0 % від усіх жителів.
За віковим діапазоном населення розподілялося таким чином: 22,5 % — особи молодші 18 років, 57,1 % — особи у віці 18—64 років, 20,4 % — особи у віці 65 років та старші. Медіана віку мешканця становила 43,0 року. На 100 осіб жіночої статі у селищі припадало 83,9 чоловіків;  на 100 жінок у віці від 18 років та старших — 76,9 чоловіків також старших 18 років.
Середній дохід на одне домашнє господарство  становив 49 891 долар США (медіана — 49 870), а середній дохід на одну сім'ю — 57 882 долари (медіана — 50 544). За межею бідності перебувало 12,1 % осіб, у тому числі 7,9 % дітей у віці до 18 років та 16,7 % осіб у віці 65 років та старших.
Цивільне працевлаштоване населення становило 1429 осіб. Основні галузі зайнятості: освіта, охорона здоров'я та соціальна допомога — 34,2 %, виробництво — 22,5 %, роздрібна торгівля — 10,0 %, транспорт — 6,3 %.